# Béna (település)
Béna (szlovákul: Belina) magyar község Szlovákiában, a Besztercebányai kerületben, a Losonci járásban. A Novohrad-Nógrád UNESCO Globális Geopark települése.

## Fekvése
Fülektől 3 km-re délkeletre, a Belina-patak jobb partján terül el.

## Története
A település a 13. században keletkezett, 1371-ben "Bezin" néven említik először, de már 1240-ben szerepel birtokként "terra Baldun" alakban. 1427-ben az adóösszeírásban "Nagbelna" alakban szerepel. A névelőtagos megkülönböztetés a 14. században keletkezett Kisbelnától, mely nemesi község és a füleki váruradalom részét képezte. Nagybelna a Rátold nemzetségé, majd a 15. századtól a Derencsényieké, majd a 16. század végétől a Lorántffyaké. A 17. században a harcokban a település elpusztult. 1773-ban 22 adózó jobbágytelke volt. 1828-ban 36 házában 423 lakos élt, akik főként mezőgazdasággal foglalkoztak.
Vályi András szerint „BÉNA, vagy Benna. Elegyes magyar falu Gömör Vármegyében, birtokosai külömbféle Urak, lakosai katolikusok, fekszik Serkéhez két mértföldnyire, határbéli földgye közép termékenységű, ’s vagyonnyai is ollyanok lévén, második Osztálybéli.”
Fényes Elek szerint „Benya, vagy Béna, magyar falu, Gömör- és Kis-Honth egyesült vgyékben,, Fülekhez 3/4 órányira: 428 kath. lak. Határa részint róna, részint dombos és igen termékeny. F. u. többen.”
A trianoni békeszerződésig területe Gömör-Kishont vármegye Feledi járásához, majd 1938 és 1945 között újra Magyarországhoz tartozott.

## Népessége
| Év:            | 1994. | 2004.   | 2014.   | 2024.   |
| -------------- | ----- | ------- | ------- | ------- |
| Emberek száma: | 585   | 618     | 633     | 619     |
| Eltérés:       |       | +5,64 % | +2,42 % | -2,21 % |

| Év:            | 2023. | 2024.   |
| -------------- | ----- | ------- |
| Emberek száma: | 616   | 619     |
| Eltérés:       |       | +0,48 % |

1880-ban 340 lakosából 314 magyar anyanyelvű volt.
1890-ben 357 lakosa mind magyar anyanyelvű volt.
1900-ban 394 lakosából 391 magyar és 2 szlovák anyanyelvű volt.
1910-ben 410 lakosa mind magyar anyanyelvű volt.
1921-ben 418 lakosa mind magyar volt.
1930-ban 457 lakosából 442 magyar, 11 csehszlovák, 1 egyéb nemzetiségű és 3 állampolgárság nélküli volt.
1941-ben 493 lakosából 476 magyar és 11 szlovák volt.
1991-ben 572 lakosából 535 magyar, 35 szlovák, 1-1 cseh és ukrán volt. 
2001-ben 607 lakosából 549 (90.4%) magyar, 36 (6.0%) szlovák, 14 cigány, 2 cseh, 1 ruszin és 5 ismeretlen nemzetiségű volt.
2011-ben 642 lakosából 497 magyar, 63 szlovák, 4 cigány, 1 ukrán és 77 ismeretlen nemzetiségű volt.
2021-ben 617 lakosából 512 (+18) magyar, 79 (+14) szlovák, 1 (+82) cigány, 2 egyéb és 23 ismeretlen nemzetiségű volt.

## Nevezetességei

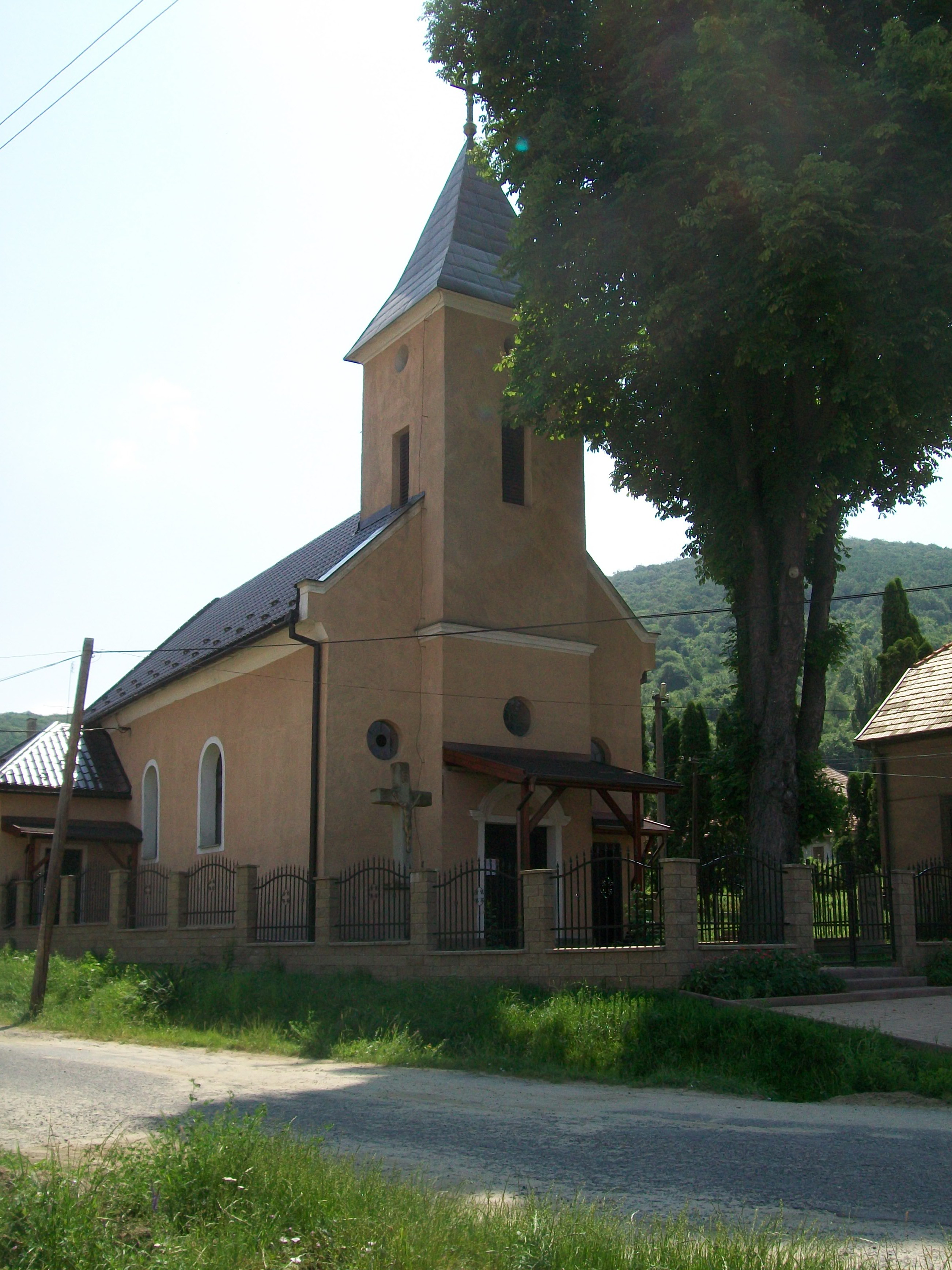
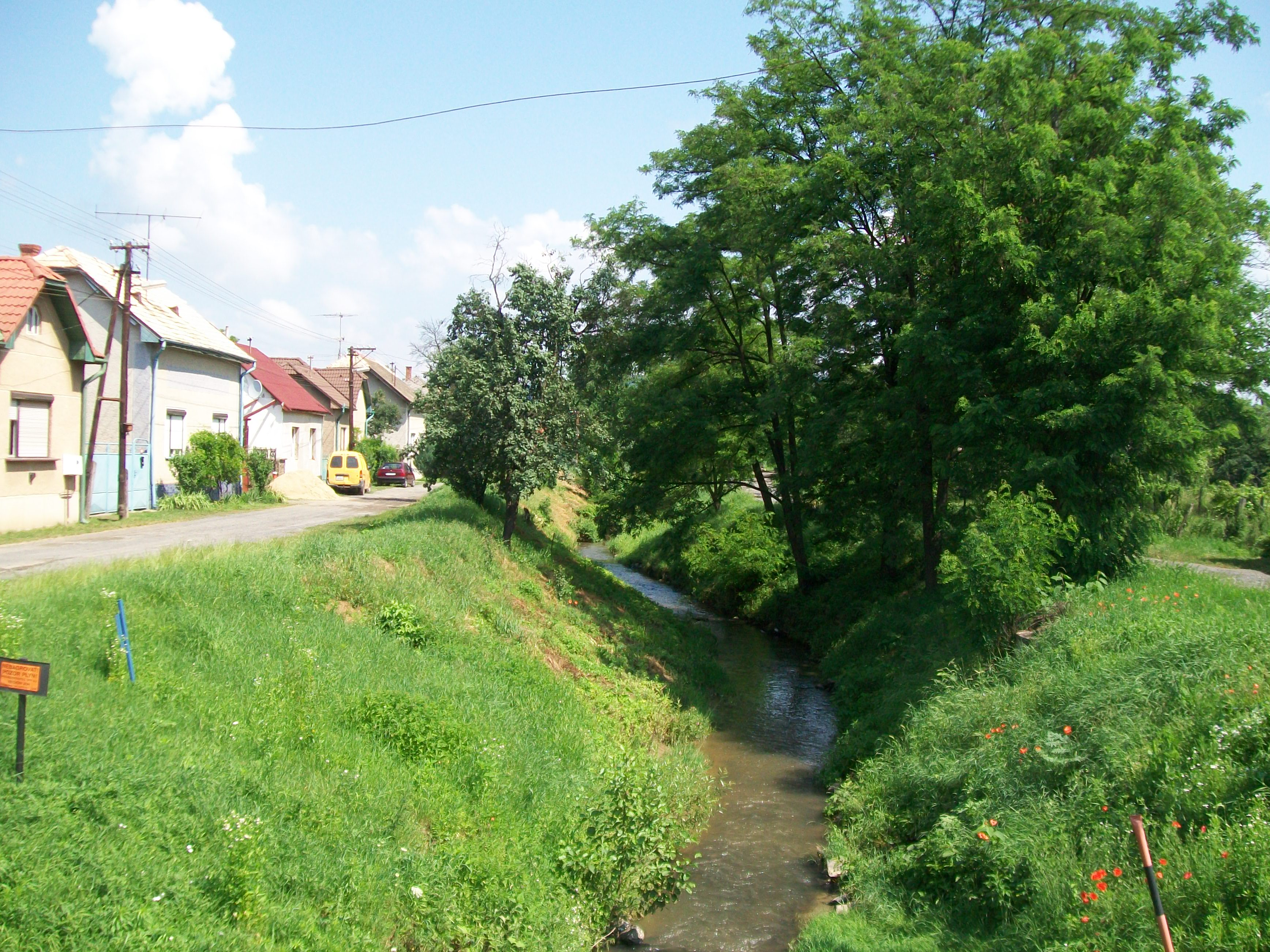

Római katolikus temploma 1896-ban épült.